# Clubiona uenoi
Clubiona uenoi är en spindelart som beskrevs av Ono 1986. Clubiona uenoi ingår i släktet Clubiona och familjen säckspindlar. Inga underarter finns listade i Catalogue of Life.